# اچ‌ام‌اس ناتیلوس (۱۹۱۰)
اچ‌ام‌اس ناتیلوس (۱۹۱۰) (به انگلیسی: HMS Nautilus (1910)) یک کشتی بود که طول آن ۲۷۵ فوت (۸۴ متر) بود. این کشتی در سال ۱۹۱۰ ساخته شد.